# Sikora
Sikora – polskie nazwisko przydomkowe, jedno z najstarszych w Polsce. Dość rozpowszechnione w Polsce (nosi je ok. 40 000 osób), występuje także w  Niemczech, Czechach, Austrii oraz USA.

## Historia
Najstarszą udokumentowaną osobą o nazwisku Sikora, był wspomniany w 1389 r. Piotr Sikora z Kelczowej Woli (nobilus Petrus Szicora de Kelczoua Vola - krakowskie akta sądowe). Na przełomie XIV i XV w. Sikorowie byli przedstawicielami rodów zarówno rycerskich jak i mieszczańskich. Wzmianki o rodzinach z nazwiskiem lub przydomkiem Sikora występują w dokumentach z tego okresu, powstałych na terenach Małopolski, Wielkopolski, ziemi sieradzkiej i Pomorza.
W zachowanych dokumentach występują dwa rody szlacheckie noszące to nazwisko - herbu Lis oraz Ślepowron, a także rodziny kilku innych rodów (nazwisk) używające przydomku Sikora. Sikorę herbu Lis odnajdujemy w „Nieznanej szlachcie polskiej i jej herbach” Wiktora Wittyga. Wymienia on Wojciecha Sikorę herbu lis z Kamieńca, który w roku 1545 w Krakowie kwituje skarb koronny na piechotę kamieniecką. Sikorę herbu Ślepowron widzimy w „Wypisach heraldycznych z ksiąg poborowych” opracowanych przez  Franciszka Ksawerego Piekosińskiego – Sikora Serafin dziedzic wsi Sikory Tomkowięta (par. Saraska), współdziedzic wsi Sikory - Janowięta  (par. Saraska), herbu Ślepowron. Warto przy tym zaznaczyć, że Sikorowie z Podlasia byli jednym z wielu rodów szlacheckich pochodzących z  Mazowsza, które pod koniec XIV wieku książę mazowiecki  Janusz I przeniósł na ziemię podlaską - ziemię, którą otrzymał z rąk Władysława Jagiełły.
Jak pisze  Zygmunt Gloger w XV i XVI stuleciu zaczęły wchodzić w zwyczaj nazwiska zakończone na ski i Sikorowie poczęli zwać się  Sikorskimi – Sikorskimi herbu Lis zwanym także Mzura (prawdopodobnie z gniazdem rodowym  Sikorzyce – „Poczet szlachty galicyjskiej i bukowińskiej”) i Sikorskimi herbu  Ślepowron z  Sikor.
Poza rodami szlacheckimi nazwisko Sikora występuje także wśród rodzin mieszczańskich oraz licznie wśród rodzin chłopskich. Wynika to z popularności przydomków pochodzących od nazw zwierząt.

## Ludzie o nazwisku Sikora
- Adam Sikora (strona ujednoznaczniająca)
- Agata Sikora (ur. 1983) – polska kulturoznawczyni, krytyczka literacka i eseistka
- Aleksander Sikora (ur. 1990) – polski prezenter telewizyjny
- Bernard Sikora (ok. 1494) – szlachcic polski
- Bogusław Sikora (1923–1980) – naukowiec
- Bożena Sikora-Giżyńska (ur. 1960) – szachistka polska
- Dariusz Sikora (ur. 1958) – polski hokeista
- Dionizy Sikora (ur. 1858) – polski rzeźbiarz ze Lwowa
- Dorota Sikora (ur. 1981) – polska judoczka
- Franciszek Sikora (1910–1973) – polski nauczyciel i działacz społeczny
- Genowefa Sikora (ur. 1933) – polska działaczka społeczna
- Ignacy Sikora (1882–1969) – działacz narodowy na Śląsku
- Jan Sikora (strona ujednoznaczniająca)
- Krzysztof Sikora (strona ujednoznaczniająca)
- Maciej Sikora (ok. 1421) – rycerz polski
- Marek Sikora (strona ujednoznaczniająca)
- Marian Sikora (strona ujednoznaczniająca)
- Mariusz Sikora – prezydent Kutna
- Monika Sikora – polska polityk
- Natalia Sikora – polska aktorka i piosenkarka
- Paweł Sikora (strona ujednoznaczniająca)
- Rafał Sikora (ur. 1987) – polski lekkoatleta, chodziarz
- Sławomir Sikora (strona ujednoznaczniająca)
- Stanisław Sikora (strona ujednoznaczniająca)
- Tomasz Sikora (strona ujednoznaczniająca)
- Wacław Józef Sikora (1929–1981) – geolog
- Wawrzyniec Sikora (1874–1906) – działacz włościański, korespondent czasopism ludowych
- Wincenty Sikora (1878 – 1958) – nauczyciel gimnazjalny
- Virginia Sikora – działaczka polonijna w USA
- Władysław Sikora (ur. 1955) – polski artysta kabaretowy
- Wojciech Sikora (strona ujednoznaczniająca)
- Zbigniew Sikora (1924–1970) – oficer WP i organów bezpieczeństwa PRL